# Estació de Salomó
Salomó és una estació de ferrocarril propietat d'Adif situada a la població de Salomó, a la comarca del Tarragonès. L'estació es troba a la línia Barcelona-Vilanova-Valls i hi tenen parada trens de la línia R13 dels serveis regionals de Rodalies de Catalunya, operat per Renfe Operadora.
Aquesta estació de la línia de Vilanova i Valls es va posar en funcionament l'any 1883 quan va entrar en servei el tram construït per la Companyia dels Ferrocarrils de Valls a Vilanova i Barcelona (VVB) entre Calafell i Valls, un any més tard que l'obertura de la línia entre Vilanova i la Geltrú i Calafell.
L'any 2016 va registrar l'entrada de 2.000 passatgers.

## Serveis ferroviaris
| Serveis regionals de Rodalies de Catalunya |                  |       |                           |                                                    |
| Procedència/Destinació                     | <                | Línia | >                         | Procedència/Destinació                             |
| La Plana - Picamoixons Lleida Pirineus     | Vilabella Valls¹ |       | Roda de Berà Roda de Mar² | Sant Vicenç de Calders Barcelona-Estació de França |

1. Alguns regionals no efectuen parada ni a Vilabella ni a Nulles-Bràfim, sent la següent o anterior Valls.
2. Alguns regionals no efectuen parada a Roda de Berà sent la següent o anterior Roda de Mar.